# Paul Donnelly

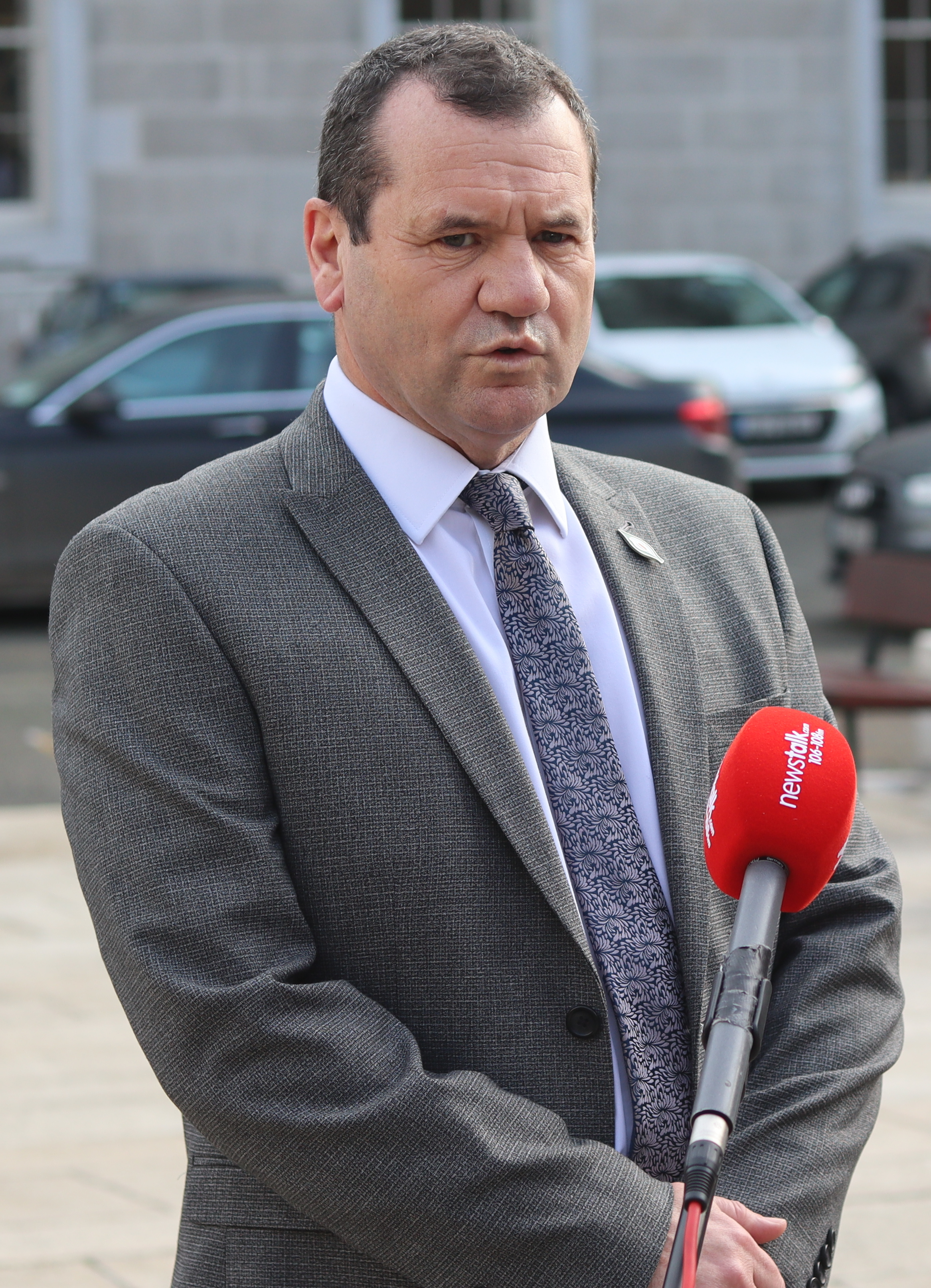
Paul Donnelly (2020)

Paul Donnelly (* 1968 oder 1969 in Dublin, Irland) ist ein irischer Politiker der Sinn Féin, der seit Februar 2020 Abgeordnete im Dáil Éireann ist.

## Leben
Paul Donnelly war kurze Zeit von 2008 bis 2009, dann wieder 2014 in den Louth County Council gewählt worden. Bei den Wahlen zum Dáil Éireann 2011 und 2016 war er für den Wahlkreis Dublin West noch erfolglos. 2020 war er dann erfolgreich. in den Dáil Éireann einzuziehen. Diesen Sitz konnte er 2024 verteidigen.

## Privates
Paul Donelly lebt mit seiner Frau Angela und den vier Kindern in Clonsilla.